# Юр'євич Антон
Антон Юр'євич (Jurjewicz) (1839—1868) — польський діяч в Україні, шляхтич родом з Вінниччини, учасник польського повстання 1863—1864.

## Життєпис
Народився у 1839 році на Вінниччині.
Навчався в Київському університеті (1857 — 1862). Член «Провінційного комітету на Русі» для підготови повстання на Правобережжі, згодом повстанський диктатор. 
В ході польського повстання на Правобережній Україні (1863—1864) очолив групу повстанців, з якою вирушив селами Київщини та Волині, безуспішно пробуючи залучити українських селян до повстання. 
Схоплений у травні 1863 року на Житомирщині, був ув'язнений у Києві, звідки втік за кордон (1864).